# قائمة مكتبات هواة جمع الطوابع
هذه قائمة بمكتبات هواة جمع الطوابع.

## مكتبات طوابع البريد
- المكتبة الأمريكية لأبحاث هواة جمع الطوابع (الولايات المتحدة)
- مكتبة متحف تشونغهوا البريدية[1] (تايوان)
- مكتبة كروفورد، جزء من مجموعة طوابع البريد بالمكتبة البريطانية (المملكة المتحدة)
- مكتبة هامبورغ لهواة جمع الطوابع (ألمانيا)
- مكتبة KNBF الاتحادية (هولندا)
- مكتبة ميونيخ لهواة جمع الطوابع (ألمانيا)
- مكتبة طوابع البريد الشمالية (الولايات المتحدة)
- مكتبة طوابع البريد الشمالية الغربية (الولايات المتحدة)
- مكتبة فيلاس (أستراليا)
- مكتبة روكي ماونتن لهواة جمع الطوابع (الولايات المتحدة)
- مكتبة سان دييغو لهواة جمع الطوابع (الولايات المتحدة)
- مكتبة نادي هواة جمع الطوابع الاسكندنافية (الولايات المتحدة)
- مكتبة طوابع البريد الغربية (الولايات المتحدة)
- مكتبة واينبرغ لأبحاث طوابع البريد (الولايات المتحدة)

## المؤسسات التي لديها مكتبات لهواة جمع الطوابع
- معهد ألدو سيك للدراسات التاريخية البريدية (إيطاليا)
- مؤسسة التاريخ البريدي، مكتبة بيغي ج. سلوسر التذكارية للطوابع البريدية (الولايات المتحدة)
- متحف سبيلمان للطوابع والتاريخ البريدي (الولايات المتحدة)
- متحف سميثسونيان البريدي الوطني (الولايات المتحدة)
- متحف الطوابع البريدية في أواكساكا (المكسيك)
- متحف البريد (المملكة المتحدة)
- الجمعية الملكية لهواة الطوابع البريدية في لندن (المملكة المتحدة)
- مؤسسة فنسنت جريفز جرين لأبحاث طوابع البريد (مكتبة هاري ساذرلاند لهواة الطوابع، كندا)